# Nikon Df
La Nikon Df es una cámara réflex digital de fotograma completo que utiliza el sistema de montaje Nikon F, es una cámara digital reflex de lente único DSLR, con formato Nikon FX. Fue anunciada por Nikon el 5 de noviembre de 2013. La cámara se caracteriza por utilizar los controles mecánicos similares a los utilizados en las cámaras de película Nikon FE y Nikon FM.
Tiene el mismo sensor que la Nikon D4, la Nikon Df se sitúa entre las cámaras con mayor sensibilidad en condiciones de mala iluminación, de la firma Nikon, un poco por encima de la Nikon D4, pero en la práctica la diferencia es pequeña. Tiene las características propias de una cámara profesional, lugar donde además la coloca la propia Nikon. Un cuerpo enteramente metálico y robusto. La posibilidad de utilizar cualquiera de los lentes de la serie Nikon, inclusive los más viejos, por una lengüeta rebatible que permite acoplar los mismos. El principal aspecto negativo que ven sus críticos es la incomodidad de los controles mecánicos cuando alguien ya se ha acostumbrado a los digitales. Si bien otros sostienen que el acostumbramiento se produce en un breve tiempo.

## Características
- Utiliza el mismo sensor CMOS con formato FX y el mismo procesador de imágenes que la Nikon D4, el EXPEED 3

## Premios
- TIPA Best Premium Camera (Premio TIPA en la categoría Mejor cámara de primera calidad) en la edición 24 de los premios TIPA, la organización global que representa a las revistas de todo el mundo sobre fotografía e imagen, XXIV TIPA (Technical Image Press Association) AWARDS (2014)[5]